# Cristofano dell'Altissimo

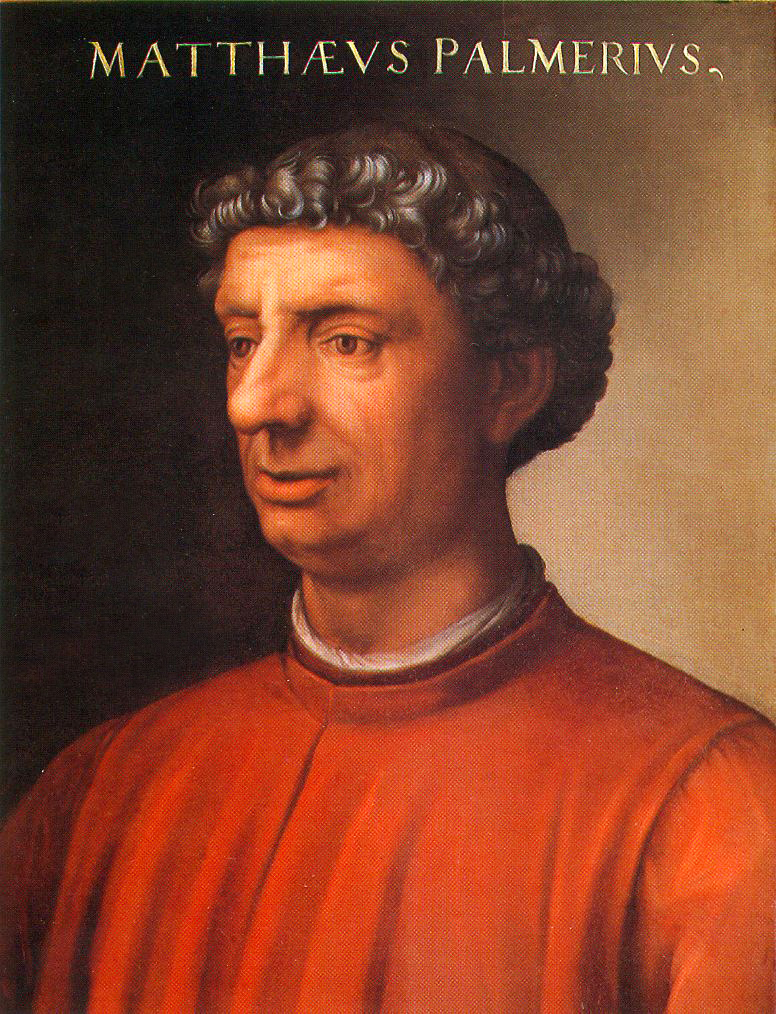
Dipinto di Matteo Palmieri (1406-1475)

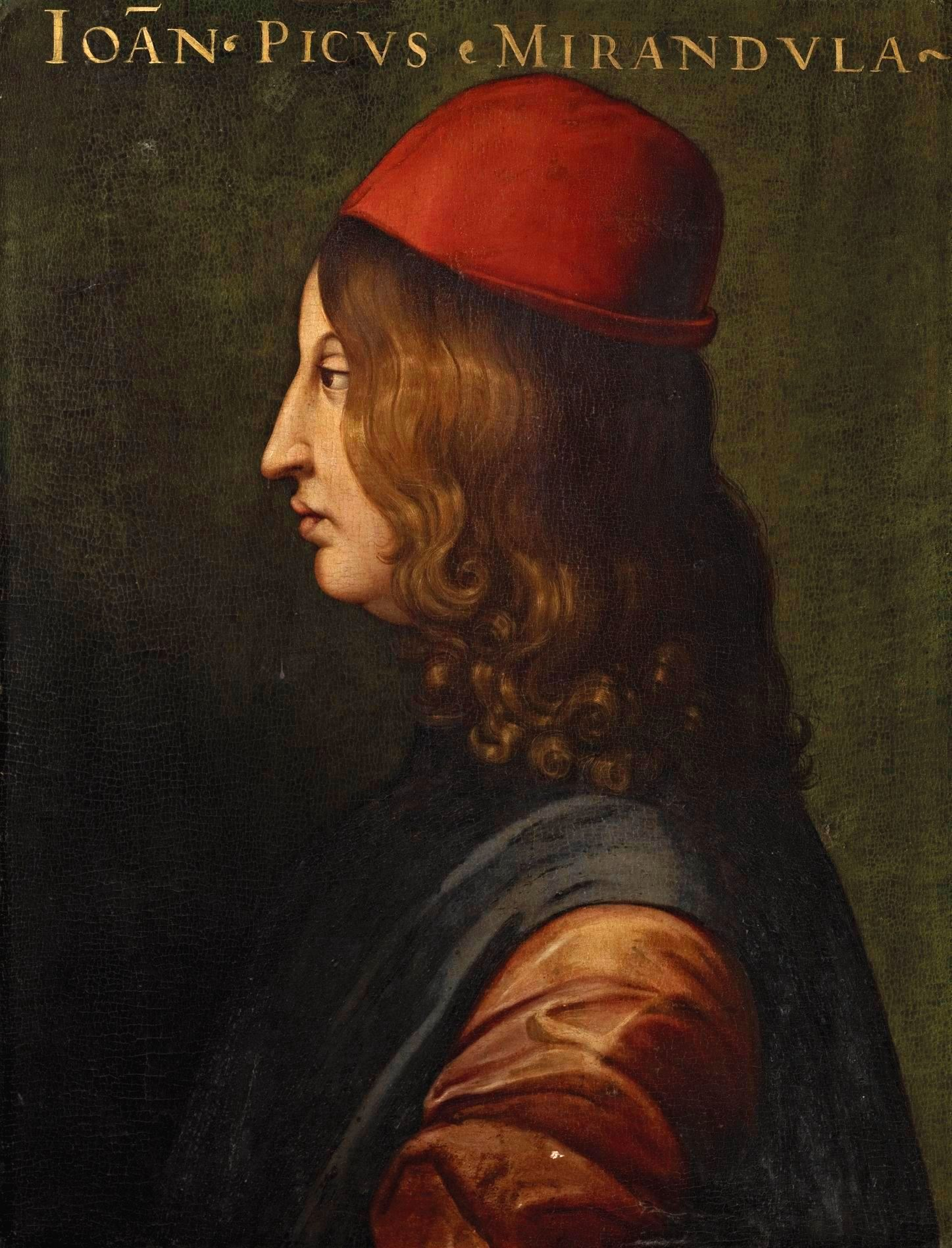
Giovanni Pico della Mirandola (1463-1494)

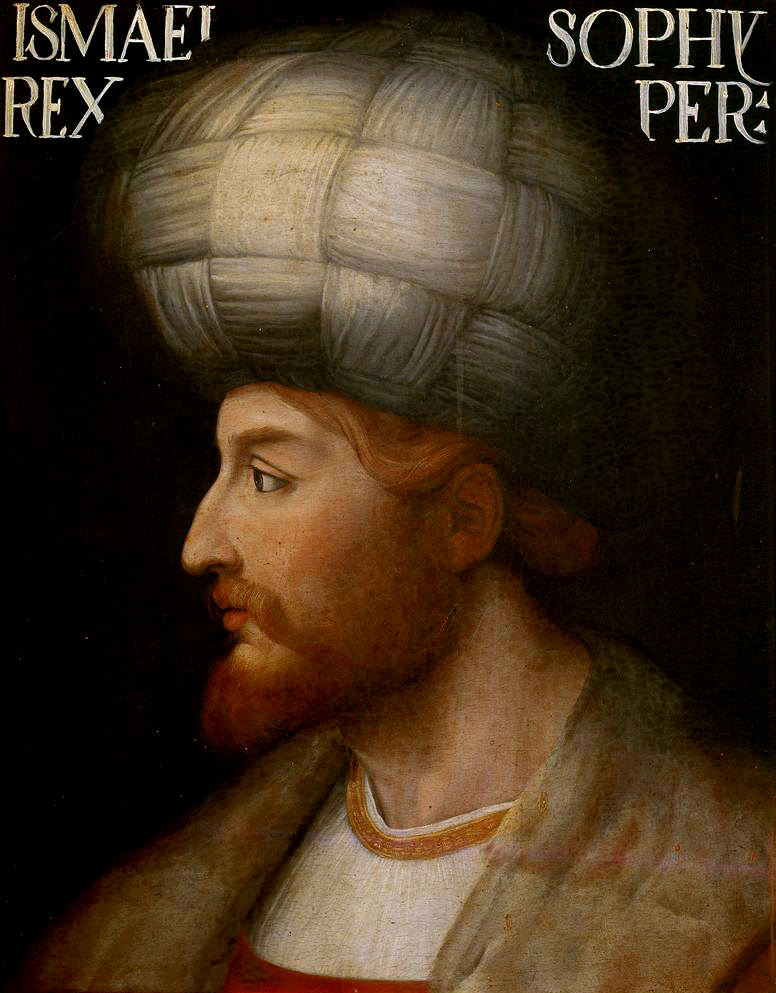
Scià Isma'il I (1487-1524)

Cristofano dell'Altissimo (Firenze, 1525 – Firenze, 21 settembre 1605) è stato un pittore italiano.

## Biografia
Figlio di Papi, per il duca Cosimo I de' Medici eseguì a Como le copie di almeno 280 ritratti della collezione di Paolo Giovio nota come "serie gioviana" (484 in totale). La maggior parte di esse sono esposte nella Galleria degli Uffizi di Firenze.